# Doninha-amazônica
A doninha-amazônica (Mustela africana), também chamada de lobinho-d'água, é um raro mamífero carnívoro da família dos mustelídeos, natural do Equador, Peru e região Norte do Brasil. Tais animais medem cerca de 30 cm de comprimento e também são conhecidos pelo nome de furão.

## História
A doninha-amazônica é uma das sete espécies brasileiras da família Mustelidae, a maior família da Ordem Carnívora com cerca de 55 espécies, e que além das doninhas, inclui animais como os furões, a irara, a lontra e a ariranha. Está entre os mamíferos menos conhecidos da fauna sul-americana, sendo raros os registros desde a descrição da espécie há cerca de 170 anos. Foi descrita pela primeira vez em 1838 pelo zoólogo francês Anselm Gaëtan Desmarest, quando encontrou a espécime no Museu de História Natural de Paris, sendo uma dos milhares de exemplares que foram saqueados do Museu da Ajuda de Portugal durante a Invasão Napoleônica. Como não era possível saber a procedência correta do exemplar, Desmarest se limitou a indicar a localidade tipo como “d’Afrique” e tratou de batizar a nova espécie como Mustela africana.
Em 1897, Emílio Goeldi começou a descrever uma nova espécie coletada no Pará e então chamada de Mustela brasiliensis, e em 1913 Angel Cabrera após várias análises concluiu que a espécie descrita por Goeldi era a mesma que a de Desmarest, tornando-se então Mustela brasiliensis sinônimo de Mustela africana. Portanto, apesar do animal ser de origem sul americana, em parte de seu nome possui a palavra “africana”, o que sugere que seja encontrada no continente Africano, o que não é verdade.

## Descrição morfológica
O comprimento corporal varia entre 40 e 51 cm. Ele é geralmente maior que as demais espécies de doninhas sul americanas (Mustela felipei e Mustela frenata).
É um animal de pequeno porte e com corpo fusiforme. Apresenta pescoço alongado; cabeça ampla, alongada e pequena; focinho curto e preto; orelhas redondas e pequenas; olhos pequenos; pernas curtas com as patas sem pelos. Apresenta membrana interdigital, já que é um animal semiaquático e tem alguns pêlos espalhados na parte ventral dessas membranas. Sua cauda peluda é bem longa (aproximadamente metade do tamanho corporal) e apresenta uma coloração uniforme.
A pelagem é baixa com coloração relativamente uniforme castanha ou avermelhada nas regiões dorsal, lateral e anterior dos membros. Já na região posterior dos membros e o ventre são bege-amarelados. Há uma listra da mesma cor do dorso no meio do ventre cuja forma varia entre os indivíduos. Ela pode se estender para as patas dianteiras ou para a garganta. Em alguns indivíduos chega até o pescoço.
A sua fórmula dentária é: {\displaystyle {\tfrac {3.1.3.1}{3.1.3.2}}\times 2=34}. A dentição é  especializada para uma dieta carnívora. Os dentes são robustos. As vibrissas faciais são baixas e não chegam a margem posterior da orelha. As fêmeas possuem três pares de mamas: um par na região inguinal e dois pares na região abdominal.
| Características de adultos (ambos os sexos) | Mustela africana africana | Mustela africana stolzmanni |
| ------------------------------------------- | ------------------------- | --------------------------- |
| comprimento total                           | 510 mm                    | 476 - 425 mm                |
| comprimento da cauda                        | 200 - 192 mm              | 175 mm                      |
| comprimento da pata traseira                | 53,3 mm                   | 53 mm                       |
| comprimento da orelha                       | 18 mm                     | 21 mm                       |

## Ecologia e comportamento
A dieta desse mustelídeo é composta por pequenos mamíferos, como roedores. No entanto, se houver escassez das suas presas naturais ou oportunidade, as doninhas não hesitam em atacar galinhas, coelhos ou outros animais domésticos em cativeiro. Por causa deste oportunismo, são perseguidos como pragas em muitas zonas rurais. Possui hábito noturno e diurno, vive solitário, mas pode formar um grupo de quatro indivíduos. É terrestre, mas é apto para a escalada , indicando hábitos arborícolas. Porém também apresenta hábitos semi-aquáticos, uma vez que, apresentam membrana interdigital, sendo capazes de nadar. Vive em floresta úmidas, como a Floresta Amazônica, mas pode ocorrer em áreas mais secas e abertas.
Quando se sente ameaçado se esconde no alto das copas das árvores (acima de 20 metros) e em lugares ocos de árvores no chão.

### Descrição geográfica
A espécie é distribuída pelo Brasil, Peru e norte da Bolívia, onde se encontra a Bacia Amazônica. Pode estar presente também no sul da Colômbia, mas não há dados para confirmar. Os limites de distribuição não são mais precisos por ser um animal raro e, portanto, poucos espécimes foram coletados.
Habita principalmente florestas úmidas. apesar de já terem sido encontradas em áreas secas e impactadas pela agricultura.

### Reprodução
A gestação dura, em torno de, um mês. Em uma ninhada podem nascer até 06 filhotes. Esses animais atingem a maturidade sexual por  volta dos 03 a 04 meses de vida.

### Conservação
Esta espécie é considerada como pouco preocupante (least concern–LC) na listagem da IUCN. Isso se deve a grande distribuição da espécie pela Floresta Amazônica. Aparentemente, há grandes populações remanescentes em habitat florestal e as taxas de declínio populacional não são suficientes para encaixá-lo como perto de ameaça (near threathned–NT).
Antigamente, era encaixada como deficiente de dados (data deficient–DD), já que não existem muitos dados sobre ecologia, ameaças e distribuição e poucos espécimes foram coletados para possibilitar seu estudo. Há suspeita de que a Mustela africana em uma grande área de habitat quase intacta, portanto não tem a tendência de declínio populacional.
É necessário maior esforço de pesquisas para determinar a sua distribuição, a presença em áreas protegidas, e o nível de tolerância de perturbação humana, assim como mais informações gerais sobre o animal.